# Ljubomir Krasztanov
Ljubomir Krasztanov (cirill betűkkel Любомир Кръстанов) (Pleven, 1908. november 15. – Szófia, 1977. május 8.) bolgár meteorológus, geofizikus, a Magyar Tudományos Akadémia tiszteleti tagja. Meteorológiai és légkörfizikai munkásságával hozzájárult a felhő- és csapadékképződés folyamatának megértéséhez, emellett részben nevéhez fűződik a Sztranszki–Krasztanov-féle kristálynövekedési elmélet kidolgozása.

## Életútja
1927-től a Szófiai Ohridai Szent Kelemen Egyetem fizika–matematika szakán tanult, itt szerezte fizikusi diplomáját 1931-ben. 1932-től 1950-ig a bolgár Központi Meteorológiai Intézet légkörfizikai osztályának munkatársa volt. 1940-ben a Lipcsei Egyetem geofizikai és geológiai intézetében és collmi geofizikai obszervatóriumában végzett kutatómunkát. Meteorológiai intézeti munkájával párhuzamosan 1947-ben megbízták az akadémiai Fizikai Intézet légkörfizikai osztályának vezetésével. 1950-es moszkvai tanulmányútján szerzett tapasztalatai alapján 1950-ben megszervezte és 1959-ig igazgatóként irányította a Hidrometeorológiai Szolgálat – 1954 utáni nevén Hidrológiai és Meteorológiai Kutatóintézet – munkáját. 1959-ben megbízást kapott az akadémiai kutatóhelyként működő Geofizikai Intézet megszervezésére, s miután a kutatóintézet 1961-ben megkezdte a működést, Krasztanovot nevezték ki első igazgatójává.
Kutatói munkájával párhuzamosan 1947-től a szófiai egyetem meteorológiai és geofizikai tanszékének docense, 1951-től rendkívüli egyetemi tanára, 1958-tól 1974-ig pedig a tanszék vezetője volt, 1959-től rendes egyetemi tanári címmel. 1974-ben az oktatómunkával felhagyott, és a Geofizikai Intézetben végzett kutatómunkának szentelte életét. Az 1977. március 4-ei romániai, Vrancea megyei földrengés kapcsán vétett kommunikációs hibák miatt lemondott az intézet igazgatói tisztéről, s nem sokkal ezután meghalt.

## Munkássága
Egyetemi tanárával, a fizikokémikus Ivan Sztranszkival való szakmai együttműködése határozta meg tudományos pályája első évtizedét. E korai években a kovalens kötést tartalmazó kristályok egyensúlyi állapotával, a szabályos illeszkedésű krisztallitok termodinamikai jellemzőivel, az ionkristályok növekedésével foglalkozott, e témakörben védte meg doktori disszertációját 1938-ban. Közös kutatási eredményeik alapján 1939-ben publikálták a Sztranszki–Krasztanov-féle elméletet, amelynek értelmében a kristályok felületén nem összefüggően, ún. szigetesen képződő vékonyrétegek állnak a kristálynövekedés hátterében.
Későbbi kutatásai elsősorban meteorológiai, légkörfizikai kérdésekre irányultak. Behatóan tanulmányozta a légköri víz fázisátalakulásait, ezzel tisztázta a légköri párolgás és kicsapás alapvető kérdéseit, a felhő- és csapadékképződés mikrofizikai mechanizmusát. Rámutatott a légköri kondenzációs magvak, tulajdonképpeni aeroszol részecskék szerepére, amelyeken a vízgőz kondenzációja, végső soron a felhőképződés megindul. Elkülönítette a légköri jégkristályok alapvető formáit (oszlop, prizma, piramis) és meghatározta további növekedésük szerkezeti sajátosságait. A Mescserszkij-féle áramlástani egyenletek segítségével leírta az áramlási sebesség, a légköri hőmérséklet és a csapadékképződés közötti összefüggéseket. Munkatársával, Dimitar Jordanovval közösen tanulmányozták a légköri turbulencia jelenségét, s újfajta megközelítésben világítottak rá a légkörben zajló egyensúlyi viszonyok egyes törvényszerűségeire.
Szervezőmunkájával hozzájárult a bolgár űrkutatás fejlődéséhez is. 1967-től részt vett a szocialista európai országok Interkozmosz néven futó űrkutatási programjában mint a bolgár nemzeti bizottság vezetője. A Geofizikai Intézetben külön ionoszféra-fizikai osztályt hozott létre, ahol ionoszférikus mérőműszerek és műholdas távközlési eszközök fejlesztése folyt. A Bajkonurból 1969-ben fellőtt Interkozmosz–1 műhold fedélzetén több itt kifejlesztett berendezés kapott helyet. 1972-ben ugyancsak szervezőmunkájának köszönhetően indult meg a szófiai egyetemen az asztrofizikusi és légkörfizikusi képzés.
Az Izvesztija na Geofizicsnija insztitut és a Balgarszko geofizicsno szpiszanie szakfolyóiratok szerkesztője volt. Magyarul is több tanulmánya jelent meg az Időjárás című folyóiratban.

### Társasági tagságai és elismerései
1947-től a Bolgár Tudományos Akadémia levelező, 1961-től rendes tagja, 1959-től 1962-ig az akadémia elnökhelyettese, 1962 és 1968 között pedig elnöke volt. 1956-ban a Szovjet Tudományos Akadémia külső, 1964-ben a Magyar Tudományos Akadémia tiszteleti tagjává választották, emellett tiszteletbeli tagja volt a Magyar Meteorológiai Társaságnak is. Részt vett a Meteorológiai Világszervezet tíztagú tanácsadó bizottságának munkájában is.
Tudományos érdemei elismeréseként két ízben, 1951-ben és 1980-ban (posztumusz) kapott Dimitrov-díjat.